# Inga hispida
Inga hispida là một loài rau đậu thuộc họ Fabaceae.
Loài này chỉ có ở Brasil.